# Hypena martinae
Hypena martinae är en fjärilsart som beskrevs av Martin Lödl 1993. Hypena martinae ingår i släktet Hypena och familjen nattflyn. Inga underarter finns listade i Catalogue of Life.